# Alangayam
Alangayam è una suddivisione dell'India, classificata come town panchayat, di 16.846 abitanti, situata nel distretto di Vellore, nello stato federato del Tamil Nadu. In base al numero di abitanti la città rientra nella classe IV (da 10.000 a 19.999 persone).

## Geografia fisica
La città è situata a 12° 35' 60 N e 78° 45' 0 E e ha un'altitudine di 571 m s.l.m..

## Società

### Evoluzione demografica
Al censimento del 2001 la popolazione di Alangayam assommava a 16.846 persone, delle quali 8.384 maschi e 8.462 femmine. I bambini di età inferiore o uguale ai sei anni assommavano a 2.148, dei quali 1.070 maschi e 1.078 femmine. Infine, coloro che erano in grado di saper almeno leggere e scrivere erano 10.620, dei quali 5.938 maschi e 4.682 femmine.